# Referendum o rekonstrukci Zelené brány

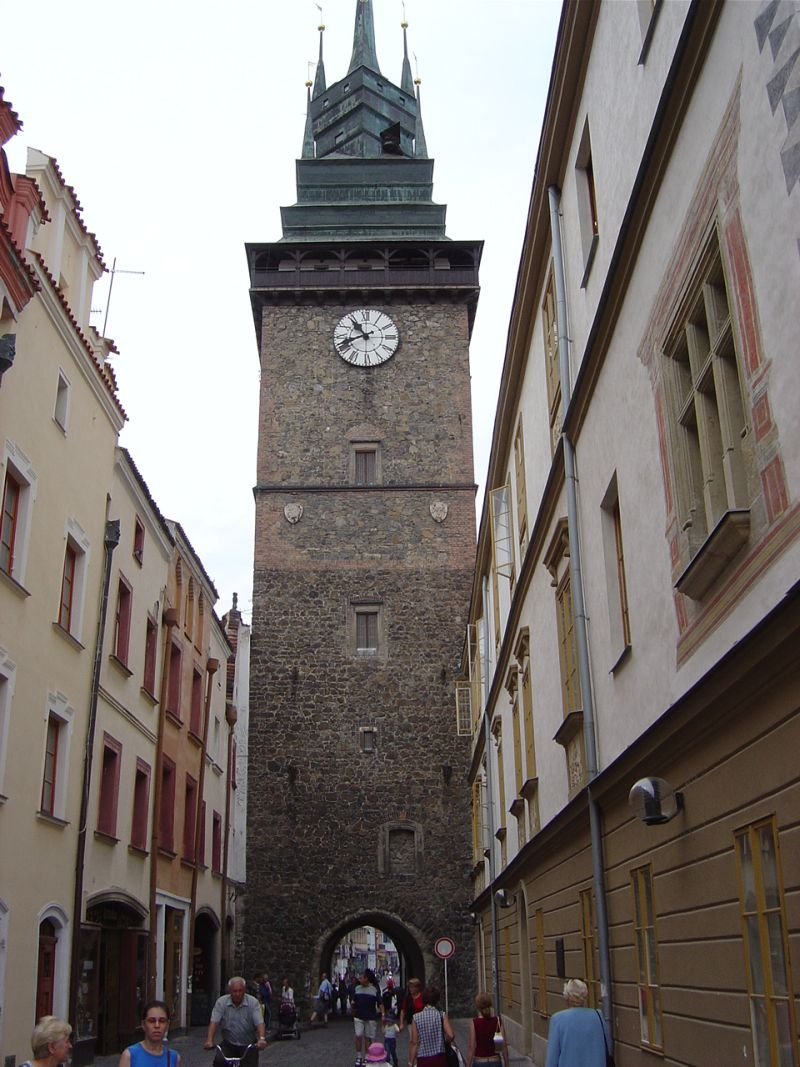
Zelená brána v Pardubicích

Referendum o rekonstrukci Zelené brány bylo místní lidové hlasování, jež se uskutečnilo 8. a 9. října 2021 na území Pardubic. Rozhodovalo o budoucí podobě pardubické Zelené brány. Otázka v referendu zněla: „Souhlasíte s tím, aby při opravě Zelené brány byly obnoveny vnější omítky?“. 72,5 % voličů se vyslovilo pro variantu neomítnutí Zelené brány. Zároveň tito voliči představovali dostatečné množství pro to, aby referendum bylo závazné.
Aby místní referendum bylo pro obec závazné, je nezbytné, aby se ho zúčastnilo alespoň 35 % oprávněných voličů a zároveň bylo odsouhlaseno alespoň nadpoloviční většinou voličů, přičemž tato většina musí představovat alespoň 25 % všech oprávněných voličů z daného místa. Všechny tyto požadavky byly v Pardubicích naplněny. K hlasování bylo k datu konání referenda oprávněno celkem 68049 voličů. Voleb do Poslanecké sněmovny se v obci zúčastnilo celkem 66,3 % z nich, což je mírně nad celostátním průměrem z těchto voleb, který činil 65,43 %. K referendu se dostavil již menší počet voličů a to 31425, což představuje 48,4 % všech oprávněných voličů. 72,5 % z nich hlasovalo pro variantu neomítnutí, což v reálných číslech představuje 22984 osob. Tím pádem bylo naplněno i poslední kritérium nezbytné pro závaznost referenda, protože tato skupina představovala 33,7 % ze všech voličů v obci.
Celá otázka rekonstrukce Zelené brány byla vyvolána zhoršujícím se stavem budovy. Zdivo, které ještě na začátku 20. století bylo přikryto omítkou podle původního návrhu, špatně snáší teplotní rozdíly a bylo tedy nezbytné promyslet způsob, jak budovu ochránit. V této věci si město nechalo zpracovat vícero odborných studií, které se ovšem ve finálním důsledku různí. Například odborníci z Fakulty restaurování Univerzity Pardubice vznesly obavy, že omítka by na budovu mohla být těžce aplikovatelná a mohla by postupem času začít opadávat. Zároveň ovšem zazníval i názor, že právě nanesení omítky by stavbě prospělo a zmírnilo by probíhající erozi zdiva. Takovýto názor vyjádřil například autorizovaný inženýr Petr Rohlíček, který působí ve společnosti zabývající se rekonstrukcí památek. Fakt, že i odborná veřejnost se v názorech na ideální způsob rekonstrukce rozcházela, vedl k pochybnostem, zdali je vhodné, aby v takovéto specifické odborné záležitosti rozhodovali občané, kteří nemusí být o celé problematice dostatečně poučeni. Městské zastupitelstvo však dospělo k závěru, že možné to je, neboť obě dvě varianty byly realizovatelné a ve studiích byly přiznávány výhody i nevýhody každé z variant. Zároveň se také jednalo o otázku, která byla pro místní obyvatelstvo očividně velmi důležitá, jelikož tato 59 metrů vysoká pardubická dominanta je jedním ze symbolů Pardubic a představuje vstup do historické části města.